# سايبا
سايبا (بالإنجليزية:Saipa) للسيارات هي شركة إيرانية لتصنيع السيارات مقرها الرئيسي يقع في العاصمة طهران تأسست سنة 1966 بالتعاون مع شركة سيتروين الفرنسية وفي سنة 1975 تعاقدت مع شركة رينو الفرنسية لتصنيع سيارة رينو 5 وبعدها أصبحت تصنع منتجات خاصة بها تحت تسميات سايبا تيبا وسايبا سابا ووقعت عقدا مع شركة داسيا لتصنيع علامة لوغان.

## التصدير والمنافسة
تقوم بالتصدير لدول الخليج وسلطنة عمان ومصر وتركمانستان والعراق وسوريا والجزائر وتونس ولبنان وفنزويلا وحققت رقم أعمال بأكثر من 7 مليارات دولار سنة 2011. قامت الشركة بفتح فرع في حمص السورية سنة 2005 وانتجت سيارة شام وبعدها فتحت فرع في فنزويلا وآخر في العراق سنة 2015 ووقعت عقد لتركيب السيارات في الجزائر سنة 2016 وعقدا اخر في سلطنة عمان سنة 2017.

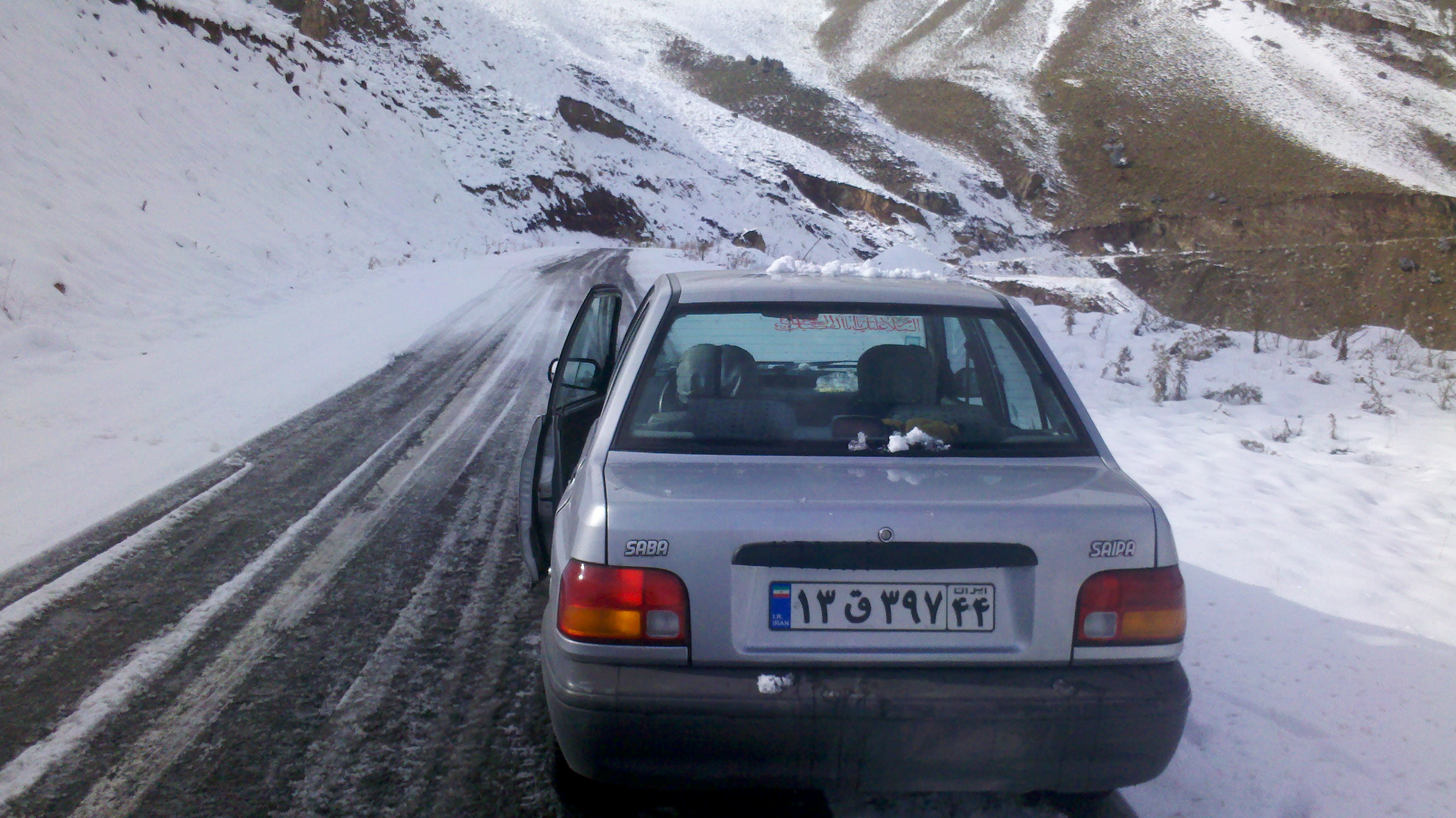
سايبا سابا
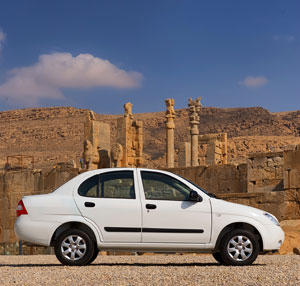
سايبا تابا

## منتجات
فيما يلي قائمة بالسيارات التي أنتجتها سایبا في السنوات الأخيرة.
- Kia Pride

- Saipa Saba - 131

- Saipa 151

- تيبا

- سايبا كويك

- Saipa Saina

- Saipa Shahin

- Saipa Arya

- Saipa Ario

- Kia Cerato

- Daica Logan

- Daica Sandero

- Nissan Junior

- نيسان تينا

- نيسان كاشكاي

- نيسان ماكسيما

- Renalut Megane

- Changan Eado

- Changan CS35

- Brilliance H330

## شركاء العمل
- سیتروین
- مجموعة رینو
- کیا
- بریلیانس أوتو
- شانجان للسیارات

## انظر ایضاً
سمند
رانا